# Петерсрода
Петерсрода (нем. Petersroda) — деревня в Германии, в земле Саксония-Анхальт. Входит в состав города Зандерсдорф-Брена района Анхальт-Биттерфельд.
Ранее Петерсрода имела статус общины (коммуны). Подчинялась управлению Биттерфельд. Население составляло 617 человек (на 31 декабря 2006 года). Занимала площадь 6,22 км². 1 июля 2009 года вошла в состав нового города Зандерсдорф-Брена. Последним бургомистром общины был Уве Ройшер.